# Ciepielów (Mazovië)
Ciepielów is een dorp in het Poolse woiwodschap Mazovië, in het district Lipski. De plaats maakt deel uit van de gemeente Ciepielów en telt 770 inwoners.